# Hémignathe akiapolaau
Hemignathus wilsoni
Espèce
Statut de conservation UICN

 EN  : En danger
L'Hémignathe akiapolaau (Hemignathus wilsoni) est une espèce d'oiseau de la famille des Fringillidae.

## Systématique
Le nom scientifique complet (avec auteur) de ce taxon est Hemignathus wilsoni (Rothschild, 1893).
Ce taxon porte en français le nom vernaculaire ou normalisé suivant : Hémignathe akiapolaau.
Hemignathus wilsoni a pour synonymes :
- Hemignathus munroi Pratt, 1979
- Hemignathus wilsoni subsp. wilsoni